# Acer pseudosieboldianum
Acer pseudosieboldianum — вид квіткових рослин із роду клен (Acer).

## Морфологічна характеристика
Це невелике дерево чи кущ, до 8 метрів у висоту. Гілочки тонкі. Листки опадні: листкові ніжки тонкі, 3.5–4 см завдовжки, у молодості густо запушені; листова пластинка знизу світло-зелена й густо біло запушена, зверху темно-зелена, майже округла, 6–8(10) см у діаметрі, зазвичай 9-, 11- або 13-лопатева; частки трикутно-яйцеподібні або яйцювато-ланцетні, край подвійно-пилчастий, зубці надрізані, верхівка загострена. Суцвіття верхівкові, китицюваті, запушені. Чашолистків 5, ланцетних, по краю запушених. Пелюсток 5, білі або жовтувато-білі, обернено-яйцеподібні, ≈ 4 × 3 мм. Тичинок 8, ≈ 4 мм. Плід пурпурувато-жовтий; горішки опуклі, 5–7 × 4–5 мм, голі, сильно жилкувані; крила вузько оберненояйцеподібні, звужені біля основи, з горішком 15–25 × 5–6 мм, крила розправлені тупо або майже горизонтально. Період цвітіння: травень і червень; період плодоношення: вересень. 2n = 26.

## Поширення й екологія
Ареал: Китай (Хейлунцзян, Ляонін, Цзілінь), Північна й Південна Корея, Росія (Примор'я). Росте на висотах від 700 до 900 метрів. Вид зростає в листяних лісах помірного поясу.

## Використання
Цей вид зазвичай культивують і іноді висаджують як тіньове або вуличне дерево. У Кореї він не вважається придатним для деревини через погану форму та малий діаметр стовбура.